# 新田肩衝

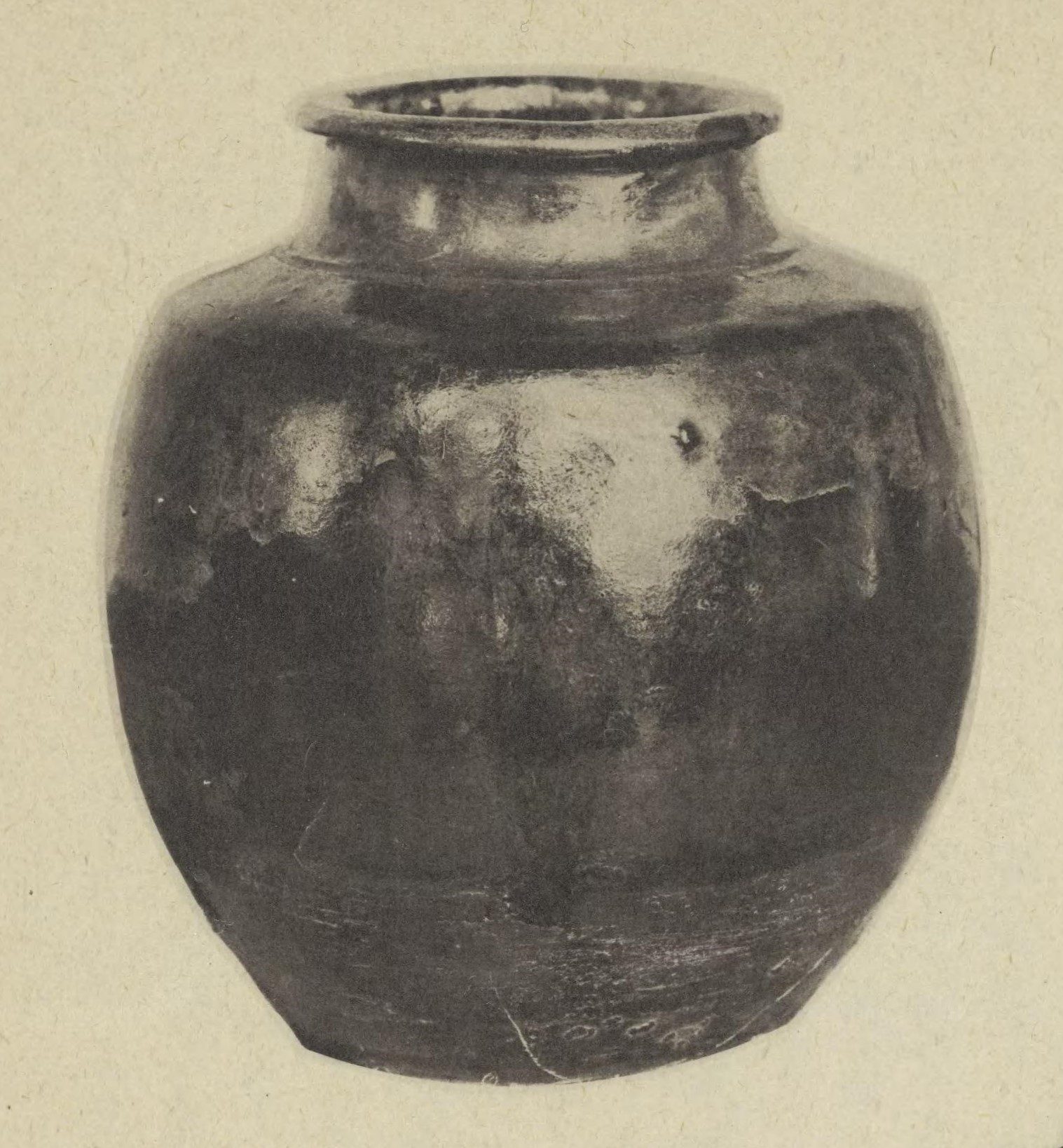
新田肩衝（重要美術品）、徳川ミュージアム所蔵。

新田肩衝（にったかたつき）は、楢柴肩衝・初花と並んで天下三肩衝と呼ばれた茶入の一つである。

## 概要
陶製、高さ8.5cm、口径4.5cm、胴径7.7cm、底径4.5cm、重さ120g。初花に比べ胴が張っているため全体に丸みを帯びており、撫肩である。当初は海松色の釉薬が掛かっていたとされているが、大坂の陣で被災したため今日の姿は光沢のある黒褐色となった。
水戸徳川家伝来の陶製茶入であり、古来「大名物」として名高い茶入で、中国の南宋または元時代の作と推定される。重要美術品認定。

## 伝来
珠光から三好宗三へ渡り、のちに織田信長の所持となった。本能寺の変後、大友宗麟を経て豊臣秀吉の所持となり、大坂城落城後、徳川家康の命を受けた塗師の藤重藤元・藤厳父子が被災した新田の欠片を探し出し漆で継ぎ修復して家康に献上、一時徳川宗家所有となる。家康は自身の十一男で水戸徳川家の祖となる徳川頼房に新田を与え、以後水戸徳川家に伝わった。現在徳川ミュージアム所蔵。
珠光以前の所持者と銘の由来ははっきりしていない。歴史家の桑田忠親は銘について、新田義貞が所持していたことに由来するのではないか、という説を唱えている。